# Neuhofen (Laberweinting)
Neuhofen ist ein Ortsteil der Gemeinde Laberweinting im niederbayerischen Landkreis Straubing-Bogen.

## Lage
Neuhofen liegt am Altbach etwa fünf Kilometer südöstlich von Laberweinting im Donau-Isar-Hügelland.

## Geschichte
Im Jahr 996 wird Neuhofen im comitat des Babenbergers Heinrich erwähnt. Neuhofen bildete eine Hofmark, die von 1554 bis 1578 im Besitz der Pschorr war und danach bis 1590 den Rohrbach gehörte. Seit 1580 waren die Rohrbach auch Besitzer der Hofmark Greilsberg, die von da an mit Neuhofen verbunden war. 
Von 1593 bis 1640 gehörten die beiden Hofmarken den Schad von Mittelbibrach. Am 12. April 1640 tauschten die Schad ihre Hofmarken Greilsberg und Neuhofen gegen die Hofmarken Traitersdorf und Allhausen ein. Ihre Nachfolger wurden die Freiherren von Lerchenberg-Aham, auf welche die Barone von Closen und schließlich die Fürsten von Thurn und Taxis folgten. 
Im Gemeindeedikt von 1818 wurde Neuhofen zwar als Gemeinde bezeichnet, die aber, da sie keine eigene Verwaltung bilden konnte und nur einen Dorfführer hatte, der landgerichtlichen Gemeinde Haader beigestellt wurde. Mit dieser gehörte Neuhofen zum Landgericht, Bezirksamt und schließlich Landkreis Mallersdorf und wurde mit der Gemeinde Haader im Zuge der Gebietsreform in Bayern am 1. Mai 1978 in die Gemeinde Laberweinting eingegliedert. Ende 2012 hatte Neuhofen 89 Einwohner.

## Sehenswürdigkeiten
- Filialkirche St. Stephanus. Im Kern gotisch, wurde sie um 1720 weitgehend neu gebaut.

## Vereine
- Freiwillige Feuerwehr Neuhofen-Franken